# Siro Camponogara
Siro Camponogara (* 24. Mai 1977 in Caprino Veronese) ist ein ehemaliger italienischer Radrennfahrer.
Siro Camponogara begann seine Karriere 2001 bei dem US-amerikanischen Professional Continental Team Navigators Insurance. In seinem zweiten Jahr dort gewann er die Gesamtwertung beim Anderson Stage Race mit einem Etappensieg. 2003 gewann er eine Etappe bei der Tour de Delta und er entschied die Tour of Long Hill Township für sich. In der Saison 2005 wurde er Zweiter bei der American Airlines Pro-Am Challenge und 2006 schaffte er diese Platzierung beim Montclair Twilight Criterium.

## Teams
- 2001 Navigators
- 2002 Navigators
- 2003 Navigators
- 2004 Navigators Insurance
- 2005 Navigators Insurance
- 2006 Navigators Insurance